# Hans Dannenbaum
Friedrich August Johann Georg Albrecht „Hans“ Dannenbaum (* 23. April 1895 in Oldenburg (Oldenburg); † 1. Mai 1956 in Hannover) war ein deutscher evangelisch-lutherischer Theologe, Stadtmissionsdirektor und Pfarrer.

## Herkunft
Dannenbaum wurde als Sohn des Wachtmeisters und späteren Magistratsekretärs Karl Dannenbaum in Oldenburg in kleinbürgerliche Verhältnisse hineingeboren und wuchs in Hannover auf. Dort legte er das Abitur ab und meldete sich gleich danach freiwillig zum Militär (Ulanen). Dannenbaum wurde im Sommer 1915 zum Leutnant und Kompanieführer befördert und nahm am Ersten Weltkrieg als Adjutant bei höheren Stäben des Heeres teil.

## Theologiestudium und Berufseinstieg
Als unversehrter Kriegsheimkehrer begann Dannenbaum mit dem Theologiestudium in Göttingen und wechselte bald an die Theologische Fakultät der Universität Marburg zur Fortsetzung des Studiums. Zu seinen Professoren gehörten der Neutestamentler und Kirchengeschichtler Adolf Jülicher, der Systematiker Wilhelm Herrmann und der Religionswissenschaftler Rudolf Otto. Das Theologiestudium schloss Dannenbaum an der Georg-August-Universität Göttingen mit dem ersten Examen ab. Zu seinen Kommilitonen im theologischen Seminar gehörte der später durch seine Bibelübersetzung bekannt gewordene Hans Bruns. 1921 ist Dannenbaum bei einer Evangelisationsverantaltung von Ernst Lohmann zu einem erwecklichen Glauben gekommen. Im gleichen Jahr begann er sein Vikariat, das er mehrere Monate bei der Berliner Stadtmission unter Pfarrer Erich Schnepel absolvierte. Das sich daran anschließende Predigerseminar besuchte er in Erichsburg in Niedersachsen. Nach dem zweiten theologischen Examen erhielt Dannenbaum 1923 eine Hilfspredigerstelle an der Pauluskirche in Hannover. Noch im selben Jahr wechselte Dannenbaum auf die offene Pfarrstelle in Othfresen bei Goslar, wo er seinen Dienst als Geistlicher bis 1926 ausübte.

## Wirken in der Berliner Stadtmission
Dannenbaum leistete einem Ruf Folge, Inspektor in der Berliner Stadtmission und Pastor an deren Kirche in Berlin-Kreuzberg mit der dazugehörigen Gemeinde zu werden. In einem zeitgenössischen Bericht über den Pfarrer dieser Kirche wurde geschrieben: „Seine liturgisch reich geschmückten Abendmahlsgottesdienste in den Abendstunden, in denen Einsetzungsworte und Vaterunser wie die anderen Teile des Altardienstes in alter, ehrwürdiger Vertonung von ihm gesungen werden, vereinigen jedes Mal Hunderte und ziehen eine steigende Zahl von Teilnehmern an.“

### Pastor der Bekennenden Kirche und Militärseelsorger
Dannenbaum stand mit seiner Gemeinde „von Anfang an im Lager der Bekennenden Kirche“. Sein Vorgesetzter (1933 bis 1939), der Berliner Stadtmissionsdirektor Pfarrer Walter Thieme (* 1878; † 1945), war Delegierter der ersten Synode der Bekennenden Kirche (BK) in Barmen und Dahlemer BK-Synoden. Zusammen mit dem führenden Vertreter der Bekennenden Kirche, Martin Niemöller, und ihrem leitenden Mitarbeiter Gerhard Jacobi sprach Dannenbaum auf Bekenntnisversammlungen. Dannenbaum schloss sich bereits 1933 in der Gründungsphase der Jungreformatorischen Bewegung an, zu deren Initiatoren Pfarrer Niemöller und Hanns Lilje, der damaligen Generalsekretär der Deutschen Christlichen Studentenvereinigung sowie Pfarrer Walter Künneth, Leiter der Apologetischen Centrale im Berliner Evangelischen Johannisstift, gehörten, die sich gegen eine „Gleichschaltung“ der evangelischen Kirchen durch das NS-Regime zur Wehr setzte. Dannenbaum war Mitunterzeichner des öffentlichen „Aufrufs zur Sammlung“ dieser Bewegung.
Im Jahre 1935 griffen der Völkische Beobachter sowie eine weitere nationalsozialistische Zeitung, Der SA-Mann, den Bekenntnispfarrer Dannenbaum an, weil er in einem Aufsatz zur Judenfrage unter bibeltreuer Auslegung die Kapitel 9 bis 11 des Römerbriefes „Gottes Weg mit Israel“ erörtert hatte. Von „staatsfeindlicher Einstellung“ war in der NS-Presse die Rede und der Forderung, ihn „aus dem Amt zu entlassen“ bis hin, ihn strafrechtlich zu verfolgen, verbunden mit dem Verlangen: „Der Verfasser gehört ins Konzentrationslager ...“ Nach dieser Pressekampagne wurden Hausdurchsuchungen, Verhöre bei der Gestapo und Bespitzelungen der Gottesdienste, insbesondere der Predigten Dannenbaums, durchgeführt. Während des „heftigen Sturmwindes der Kirchenkampfes“ förderte Dannenbaum die Rückbesinnung der bekennenden Kirche auf die christlichen Erweckungsprediger, um für „gegenwärtiges Handeln zu lernen“ und konnte für sich feststellen, dass er „für seinen Missionsdienst in Berlin dem großen hannoverschen Erweckungsprediger Louis Harms Entscheidendes verdankt.“
Zu Beginn des Zweiten Weltkrieges bat Feldbischof Franz Dohrmann Dannenbaum, Standortpfarrer III von Berlin zu werden, um zunächst vor allem das Wehrmachtslazarett in Berlin-Tempelhof seelsorgerlich zu betreuen. Im Gegensatz zu seinem Vorgänger, dem Wehrmachtspfarrer Erwin Bendel (* 29. April 1910), der als evangelischer Standortpfarrer III hauptamtlich tätig war, wurde Dannenbaum mit der Militärseelsorge im Nebenamt beauftragt. Seine nebenberufliche Tätigkeit als Geistlicher im Standortpfarramt in Berlin während des Zweiten Weltkrieges bewahrte ihn Anfang der 1940er Jahre vor dem unmittelbaren Zugriff der Gestapo, weil er „als Standortpfarrer sozusagen der Wehrmacht unterstand“. Der kommissarische Leiter der Berliner Stadtmission, v. Bahrfeldt, teilte dem Evangelischen Konsistorium der Mark Brandenburg, Abteilung Berlin, 1941 mit, dass der „Generalstaatsanwalt ein Ermittlungsverfahren gegen den Stadtmissionsinspektor Dannenbaum wegen politischer Äußerungen … eingeleitet (hat)“, welches „zur Zeit bei der hiesigen Geh. Staatspolizei schwebt“. Das Konsistorium wandte sich daraufhin unmittelbar an den „Generalstaatsanwalt bei dem Landgericht als Leiter der Anklagebehörde bei dem Sondergericht“ und erfuhr, dass „wegen Vergehens § 2 des Heimtückegesetzes“ gegen Pastor Dannenbaum „ein Ermittlungsverfahren eingeleitet“ wurde, das noch nicht abgeschlossen sei. Im Jahre 1942 wurde Dannenbaum von der Justiz im Dritten Reich warnend darauf hingewiesen, dass gegen ihn Anklage erhoben werde, wenn sich vorhandene aktenkundige Vorwürfe wegen seiner aktiven Beteiligung am Kirchenkampf wiederholten. Als Standortpfarrer der Wehrmacht, der u. a. als Seelsorger für inhaftierte Soldaten und Offiziere in zwei Wehrmachtsgefängnissen zuständig war, hatte Dannenbaum Besuchsbefugnisse in Berliner Haftanstalten und besuchte gemeinsam mit Harald Poelchau im Tegeler Gefängnis Dietrich Bonhoeffer. Er hat bei einem Besuch Bonhoeffer als Zellenlektüre das Buch „Klopstock“ des Autors Karl Kindt leihweise überlassen. Seine Besuche schloss Dannenbaum in der Gefängniszelle in Berlin-Tegel mit der Lesung eines Bibelabschnitts und einem Fürbittegebet ab, was Bonhoeffer dankbar annahm.

### Neuanfang nach der Befreiung 1945
Am 21. Oktober 1945 wurde Hans Dannenbaum von Bischof Otto Dibelius in einem Gottesdienst in der St.-Johannes-Basilika im Berliner Stadtteil Neukölln, wo die Stadtmissionsgemeinde „Johannistisch“ in der katholischen Garnisonkirche vorübergehend Gast war, als Vorsitzender der Berliner Stadtmission eingeführt. Er hatte nun als Pfarrer und Stadtmissionsdirektor das Gesamtwerk in der Viersektorenstadt Berlin zu leiten und war in seiner Amtszeit auch für die Einrichtungen der Berliner Stadtmission verantwortlich, die auf dem Gebiet der Sowjetischen Besatzungszone lagen. Nachdem der Gnadauer Verband der landeskirchlichen Gemeinschaften Dannenbaum zusätzlich mit der ehrenamtlichen Leitungsfunktion für die damalige Ostzone betraut hatte, die er von März 1946 bis Oktober 1947 ausübte, berief ihn Dibelius als seinen „Referenten für die Angelegenheit der Gemeinschaften im Rahmen der Berliner Stelle der Kirchenkanzlei“ der EKD. Auf Initiative von Hans Dannenbaum in seiner Funktion als Direktor der Berliner Stadtmission wurde 1946 das Paulinum in Räumen der Berliner Stadtmission in Neukölln gegründet, eine theologische Ausbildungsstätte zunächst für so genannte „Spätberufene“, junge Männer mit und ohne Beruf, „die in der Kriegszeit oder Gefangenschaft den Ruf Gottes zur Mitarbeit in seinem Reich empfangen hatten.“ Hans Dannenbaum war ab 1947 im Ehrenamt Vorsitzender des 1920 gegründeten Verbandes der deutschen evangelischen Stadtmissionen und Pastor Rudolf Damrath (* 26. März 1905) von der Berliner Stadtmission sein Geschäftsführer.

## Rückkehr in die Hannoversche Heimatkirche
Dannenbaum war während seiner Tätigkeit bei der Berliner Stadtmission jahrzehntelang freundschaftlich mit dem dort mitarbeitenden späteren Landesbischof der Hannoverschen Kirche Hanns Lilje verbunden. Beide kamen aus der hannoverschen Landeskirche in den 1920er Jahren nach Berlin. Jahrelang beteiligte sich Lilje am Predigtdienst in der Stadtmissionskirche „Am Johannistisch“, wo Dannenbaum bis zu ihrer Zerstörung durch totales Ausbrennen beim Bombenangriff auf die Hauptstadt am 29. Januar 1944 hauptsächlich wirkte. Im Frühjahr 1947 ereilte Dannenbaum der Ruf seiner Heimatkirche als „Beauftragter der Evangelisch-lutherischen Landeskirche Hannovers für die volksmissionarische Arbeit“ und als Pfarrer an der Albanikirche in Göttingen ab September desselben Jahres zu wirken. Zugleich war Dannenbaum an der Gründung der „Pfarrbruderschaft für erweckliche Verkündigung und lebendigen Gemeindeaufbau“ (auch bekannt als „Dasseler Bruderkreis“) durch Zurüstung und Sammlung von Geistlichen führend beteiligt. Nach Schaffung einer „Kammer für Volksmission“ in dieser Landeskirche zog Dannenbaum als ihr gewählter Vorsitzender nach Hannover. Von 1951 bis 1956 war er Mitglied im Bruderrat der Arbeitsgemeinschaft Missionarischer Dienste. Das Ziel seiner evangelistischen und missionarischen Arbeit war die Gewinnung von missionarischen Gemeinden in der Volkskirche.

## Privates
Hans Dannenbaum hatte noch einen älteren Bruder und einen langjährigen Jugendfreund, die beide in den ersten Kriegsjahren des Ersten Weltkrieges in Russland gefallen waren. An diesen menschlichen Verlusten trug Dannenbaum schwer. Überhaupt beeinflussten ihn die Kriegserlebnisse bei seinen beruflichen Plänen: Journalismus oder Theologie. Und Dannenbaum – ausgezeichnet mit dem Eisernen Kreuz und dem Friedrich-August-Kreuz, beide Orden in II. Klasse – entschied sich zu Gunsten der Theologie.
Hans Dannenbaum heiratete im April 1923 nach Abschluss seines 2. Theologischen Examens in Hannover Mari Wolpers, die Schwester seines gefallenen Freundes Wolpers, mit der er seit 1919 verlobt war. Durch die Teilnahme an einer Evangelisationswoche des Pfarrers Ernst Lohmann, zu der sie der Brautvater eingeladen hatte, festigten beide als Verlobte ihren christlichen Glauben. Aus der Ehe ging der Sohn und spätere Pfarrer Rolf Dannenbaum (* 2. Februar 1924; † 28. Oktober 2011) hervor, der von 1953 bis 1969 Direktor der CVJM-Sekretärsschule und später Pfarrer in Heidelberg bzw. Leiter der dort ansässigen Stadtmission war.
Nach schwerer Krankheit und halbseitiger Lähmung durch einen Schlaganfall starb Hans Dannenbaum 1956. Bischof Lilje, der die Trauerpredigt hielt, betonte in einem gesonderten Nachruf die lebenslange Freundschaft mit Hans Dannenbaum, die sich „im Kirchenkampf und in der Nachkriegszeit“ bewährt hätte und „dazu gedient hat, dass einer des andern Hand in Gott stärke (1 Sam 23,16 ).“

## Auszeichnungen im Ersten Weltkrieg
- Eisernes Kreuz II. Klasse
- Friedrich August Kreuz II. Klasse[37]

## Werke Auswahl.
- Die lebendige Gemeinde. Ein Beitrag zur Lösung der Frage: Kirche und Gemeinschaft. 1925.
- Petrus. Hochwerk Verlag, Berlin 1929.
- Unheilvolle Kompromisse im Glaubensleben; Stadtmissionskirche Deutsche Evang. Buch- u. Traktat-Gesellschaft, Berlin 1934.
- Abraham = Menschen der Bibel. Bd. 4. Acker-Verlag, Berlin 1935; Verlag der Lutherischen Buchhandlung, Groß Oesingen, 2012; ISBN 978-3-86147-329-9.
- Beichte und Seelsorge. Furche-Verlag, Berlin, 1936.
- Sie werden leuchten wie die Sterne. Männer der Erweckungsbewegung in Niedersachsen: Spitta / Petri / Harms = Gotteszeugen. Bd. 2. Furche-Verlag, Berlin 1938 u. 1940.
- Sieghaftes Christentum. Rufe, Bilder und Zeugnisse Ringen um Menschen unserer Zeit. Furche-Verlag, Berlin 1938.
- Nichts Verdammliches. Eine frohe Kunde für ernste Menschen. 20 Bibelstunden über den Römerbrief gehalten in der Stadtmissionsgemeinde zu Berlin. Furche-Verlag, Berlin, 1939.
- Im Dienst des Christus. Wortverkündigung und Seelsorge. Mitautor: Erich Schnepel. Furche-Verlag, Berlin, 1939.
- Urchristliches Christentum. Schriftenmissions-Verlag, Gladbeck 1949.
- Werden und Wachsen und Wachsen einer Missionsgemeinde. Erlebnis- und Tatsachenbericht aus der Arbeit im Dienste der Berliner Stadtmission 1926–1947. Schriftenmissions-Verlag, Gladbeck 1950.
- Missionierende Kirche. Schriftenmissions-Verlag, Gladbeck 1951.
- Das Rätsel von Kreuz und Auferstehung. Schriftenmissions-Verlag, Gladbeck 1951.
- Gespräche mit Jesus. Schriftenmissions-Verlag, Gladbeck 1951.
- Apostolische Korrespondenz. Schriftenmissions-Verlag, 1951.
- Unverbrüchliche Gesetze. Die zehn Gebote Gottes für die Gemeinde ausgelegt. Schriftenmissions-Verlag, Gladbeck 1952.
- Der unbekannte Gott und der bekannte Jesus. Schriftenmissions-Verlag, Gladbeck 1952.
- Schicksal oder Schuld. Schriftenmissions-Verlag, 1954.
- Bergpredigt Jesu. Schriftenmissions-Verlag, Gladbeck 1955.
- Ein Mensch kommt mit Gott in Ordnung. Verlag R. Brockhaus, Wuppertal 1955.
- Elia, ein Mann, der vor Gott stand. Schriftenmissions-Verlag, Gladbeck 1955 u. 1975.; ISBN 3-7958-0259-8.
- Jesus und die Menschen. Brunnen-Verlag, 1955.
- Wort im Angriff. Schriftenmissions-Verlag, Gladbeck 1956.
- Ein ABC des christlichen Glaubens. 1956.
- Alte Brunnen: Predigten über alttestamentarische Texte. Schriftenmissions-Verlag, 1956.
- Katechismusstunden für Erwachsene. Verlag Sonne und Schild, 1956.
- Neues Leben in Sicht. Eine biblische Heilkunde. Schriftenmissions-Verlag, Gladbeck 1963.